# Adolfo De Bosis
Adolfo De Bosis (Ancona, 2 gennaio 1863 – Ancona, 28 agosto 1924) è stato un poeta, traduttore e dirigente d'azienda italiano.

## Biografia
Nato ad Ancona nel 1863, a diciotto anni, quando frequentava ancora il collegio Campana di Osimo, De Bosis pubblicò il suo primo libro di poesie Versi (1881), opera ricca di riferimenti romantici.
Iscrittosi alla facoltà di giurisprudenza dell'Università di Roma, De Bosis seguì gli studi con scarso entusiasmo, distratto dai suoi prevalenti interessi letterari e mondani. In quegli anni ebbe modo di conoscere scrittori e poeti quali Scarfoglio, Pascarella e D'Annunzio, con il quale strinse un rapporto di amicizia.
Nel 1895 uscì il primo numero della rivista, fondata e finanziata dallo stesso De Bosis, Convito, che Croce giudicò "la manifestazione collettiva più solenne dell'estetismo". La rivista, che nel progetto iniziale prevedeva di esaurirsi con i primi dodici numeri mensili, fu pubblicata sino al 1907. Al Convito, graficamente molto curata e con illustrazioni di vari artisti quali Sartorio, Michetti e l'olandese Alma-Tadema, collaborarono, oltre allo stesso De Bosis che vi pubblicò alcuni suoi lavori, importanti letterati, poeti e critici d'arte quali Pascoli (al quale lo univa una tragedia simile: entrambi persero il padre da ragazzi, in circostanze drammatiche; Ruggero Pascoli ucciso da due sicari della malavita, Angelo De Bosis suicida per un dissesto finanziario), D'Annunzio, Carducci, Scarfoglio, Venturi, Panzacchi.
La sua attività di traduttore raggiunse risultati di particolare rilievo con il poeta inglese Shelley, autore molto apprezzato da De Bosis e dal quale trasse motivi ispiratori per i suoi versi.
Con l'easurirsi delle pubblicazioni del Convito, De Bosis, personaggio schivo più di quanto potesse apparire, si allontanò dalle manifestazioni più plateali dell'estetismo, tanto che l'amico D'Annunzio nella Contemplazione della morte lo chiamò "principe del Silenzio".
Abbandonata l'avvocatura, De Bosis, che oltre all'attività letteraria aveva sempre continuato a seguire i propri impegni professionali, viaggiò molto all'estero e si dedicò all'amministrazione e direzione di varie società commerciali e industriali.
Trascorse gli ultimi anni insieme con la moglie americana Lilian Vernon e morì nel 1924, a sessantuno anni, nella città natale. Il figlio Lauro, scrittore, poeta ed antifascista, morì nel 1931, non ancora trentenne, precipitando in mare con il suo aereo dopo aver lanciato su Roma migliaia di volantini esortanti alla ribellione contro il regime.
Oltre a Lauro, ebbe altri sei figli da Lilian, tra cui Virginia, arabista, Valente, medaglia d'oro alla memoria, caduto in un'azione di volo nella Grande Guerra e Percy. Al piccolo Valente e a Percy (oltre che ad Adolfo stesso) è dedicata la poesia, The Hammerless Gun di Giovanni Pascoli, contenuta nei Canti di Castelvecchio.

## Opere
- Versi di Adolfo De Bosis, Fano, pei tipi V. Pasqualis succ. Lana, 1881.
- Inno al mare. Versi, in "Nuova antologia di scienze, lettere ed arti" , Serie 4 v. 79 1899 p. 437-442.
- A un macchinista, Roma, Tip. Forzani e C., 1899.
- Amori ac silentio sacrum. Liriche, Roma, Edizione a cura dell'A., Tip. dell'Unione Cooperativa Editrice, 1900.
- Kruger. Versi, Roma, Tip. dell'Unione Cooperativa Editrice, 1900.
- Ragioni e scopi della Lega italiana per la tutela degli interessi nazionali, Roma, Società poligrafica nazionale, 1921.

### Traduzioni
- Percy Bysshe Shelley, La sensitiva, tr. Adolfo De Bosis, Roma, Stamperia del Senato, 1892.
- Percy Bysshe Shelley, I Cenci. Tragedia in cinque atti, tr. Adolfo de Bosis, Il Convito, Roma, A. De Bosis, 1898.
- Paul Hyacinthe Loyson, Le anime nemiche. Dramma in quattro atti, tr. Adolfo De Bosis, Milano, Treves, 1908.
- Percy Bysshe Shelley, Il Prometeo liberato. Dramma lirico, tr. e commento di Adolfo De Bosis, Roma, Stock, 1922.
- Percy Bysshe Shelley, Dodici liriche, tr. Adolfo De Bosis, Firenze, Le Cáriti, 2007. ISBN 88-87657-31-9.